# ネクスト 世界の人気番組
ネクスト 世界の人気番組（ -せかいのにんきばんぐみ）は、2006年4月9日から2009年3月29日までNHKBSで放送されたテレビ番組である。

## 概要
世界の国々の人気番組を取り上げ楽しみながら国の歴史や文化を発見する番組である。スタジオでは、取り上げた国から訪日中の人物と2名の日本人ゲストを招きトークをする。

## 放送時間
- BS2
  - 日曜 21:00 - 21:49（2006年4月 - 12月）
- BS1
  - 土曜 21:00 - 21:59（2007年1月 - 2008年3月）
  - 最終日曜 22:10 - 22:59（2008年4月 - 2009年3月）

## 司会
- 小池栄子
- 野村正育

## 取り上げた国
- イタリア
- ポーランド
- 南アフリカ
- タイ
- モロッコ
- オーストラリア
- ラトビア
- シンガポール
- トルコ
- スペイン
- ブラジル
- ベトナム
- ルーマニア
- ニュージーランド
- 中国
- フィンランド
- フィリピン
- ブータン
- メキシコ
- ケニア
- モンゴル
- ネパール
- ジャマイカ
- インド
- ギリシャ
- アルゼンチン
- ウクライナ
- ドイツ
- リトアニア
- ポルトガル
- ロシア
- イスラエル
- マレーシア
- チェコ
- キューバ
- イラン
- ペルー
- デンマーク
- ラオス
- ウルグアイ
- オランダ
- スウェーデン
- ブルガリア
- 韓国
- ベルギー
- イエメン
- ドミニカ
- スリランカ
- カザフスタン
- エストニア
- コロンビア
- カンボジア
- ノルウェー
- アゼルバイジャン
- エジプト
- クロアチア
- ベネズエラ
- アンゴラ
- チリ